# Acalolepta flocculata
Acalolepta flocculata är en skalbaggsart. Acalolepta flocculata ingår i släktet Acalolepta och familjen långhorningar.

## Underarter
Arten delas in i följande underarter:
- A. f. flocculata
- A. f. paucisetosa